# Antiochos von Saba
Antiochos von Saba (mittelgriechisch Αντίοχος Σαβαΐτης; * spätes 6. Jahrhundert) war orthodoxer Abt und Autor. Er wird in den orthodoxen Kirchen als Heiliger verehrt. Sein Gedenktag ist der 24. Dezember.

## Leben
Über sein Leben sind nur wenige Informationen bekannt. Antiochos kam aus der Umgebung von Ankyra. Er wurde Eremit und später Abt (Hegumen) des Klosters von Mar Saba. Antiochos erlebte die Eroberung Jerusalems 614 durch die Sassaniden.

## Werke
Von Antiochos sind ein Pandekt und ein Gebet erhalten.
- Das Pandekt ist eine Sammlung von Sätzen aus der Bibel und von frühen christlichen Autoren zu ethischen Fragen in 130 Kapiteln.
- Die Exomologesis ist ein Gebet. Es entstand nach der Eroberung Jerusalems 614 durch die Sassaniden und beklagt die Zerstörungen und Verluste. Es ist Teil der orthodoxen Liturgie.

## Ausgaben
Die Texte sind im griechischen Original abgedruckt in der Patrologia Graeca, Band 89.